# Bruno Zuculini
Bruno Zuculini (Belén de Escobar, 2 april 1993) is een Argentijns voetballer die doorgaans als centrale middenvelder  speelt. Hij verruilde Hellas Verona in januari 2018 voor River Plate. Hij is de broer van voetballer Franco Zuculini.

## Clubcarrière
Zuculini komt uit de jeugdopleiding van Racing Club de Avellaneda. Hij debuteerde tijdens het seizoen 2010/11 in de Argentijnse Primera División. Volgens de lezing van Racing legde Manchester City hem in februari 2014 al vast. Hij tekende volgens hen een vijfjarig contract bij The Citizens, maar maakte het seizoen nog af bij Racing Club. Nadat Zuculini in augustus 2014 definitief een 'Citizen' werd, verhuurde Manchester City hem gedurende het seizoen 2014-2015 aan Valencia CF. De Spaanse club stuurde hem zes maanden later voortijdig terug naar Engeland. Hij had toen één keer meegedaan in het eerste elftal. Manchester Ciy verhuurde Zuculini die dag meteen aan een andere club in de Primera División, Córdoba CF.

## Interlandcarrière
Zuculini scoorde twee keer in acht interlands voor Argentinië –20.
1 Armani ·
2 Maidana ·
3 Gallardo ·
4 Moreira ·
5 Zuculini ·
6 Lollo ·
7 Mora ·
8 Quintero ·
9 Álvarez ·
10 Martínez ·
11 De La Cruz ·
12 Centurión ·
14 Lux ·
15 Palacios ·
16 Sibille ·
17 Martínez ·
18 Mayada ·
19 Borré ·
20 Casco ·
21 Ferreira ·
22 Pinola ·
23 Ponzio  ·
24 Pérez ·
25 Bologna ·
26 Fernández ·
27 Pratto ·
28 Martínez ·
29 Montiel ·
30 Rollheiser ·
31 García ·
32 Scocco ·
33 Picazzo ·
34 Beltrán ·
35 Moya ·
36 Vera ·
37 Aguirre ·
39 Olivera ·
40 Salto ·
41 Petroli ·
Coach: Gallardo
· Assistent-coach: Biscay
· Assistent-coach: Buján